# Nhạc cụ bàn phím

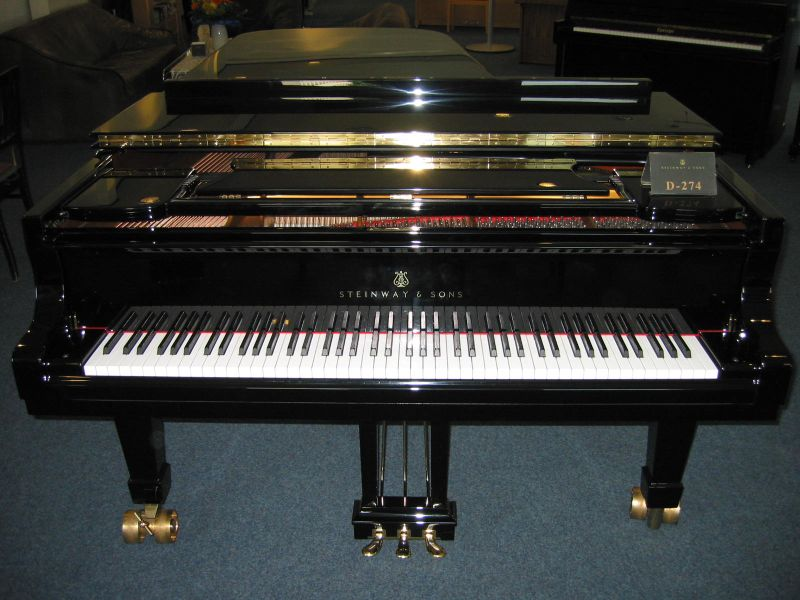
Dương cầm loại 88 phím, gồm 52 phím trắng và 36 phím đen.

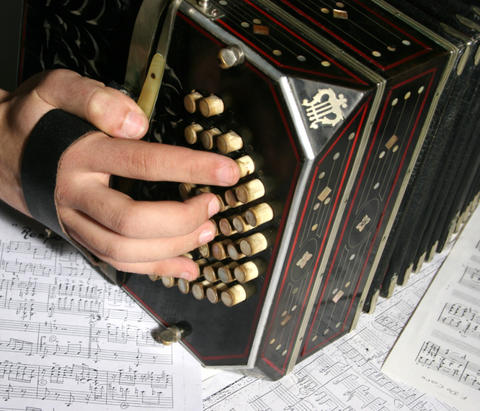
Banđônêôn là phong cầm có phím dạng nút hình trụ.

Nhạc cụ bàn phím (cũng gọi: đàn dùng bàn phím) là loại nhạc cụ được chơi từ bàn phím của đàn. Bàn phím là một cấu trúc phẳng, thường có hình chữ nhật, trên đó bố trí dãy phím được gõ hoặc nhấn bởi các ngón tay.  Mỗi phím có hình hộp chữ nhật (như ở dương cầm) hoặc hình trụ dưới dạng nút bấm (như ở đàn banđônêôn). Tuy nguyên lí hoạt động và cơ chế phát ra thanh âm rất khác nhau, nhưng đều có đặc điểm chung là: khi gõ phím thì âm thanh phát ra. Các nhạc cụ có đặc điểm này được xếp vào họ nhạc cụ bàn phím (tiếng Anh: "keyboard instrument", tiếng Pháp: "instrument à clavier"), phổ biến nhất trong họ này là dương cầm và phong cầm.

## Các loại quan trọng
- Clavơxanh tiền thân của dương cầm;[4]
- Celesta;
- Dương cầm hiện là loại nhạc cụ bàn phím phổ biến và thông dụng nhất;
- Đại phong cầm;
- Phong cầm;
- Organ (đàn phím điện tử);
- Pianô điện;
- Pianô kĩ thuật số.

## Lược sử
- Nhạc cụ bàn phím cổ xưa nhất được biết là đàn Hydraulis thời Hy Lạp cổ đại. Đây là một loại "tổ tiên" của đại phong cầm (pipe organ), được phát minh vào thế kỷ thứ ba trước Công nguyên.[5] Chỉ cần chạm/ấn/gõ nhẹ một phím là có thể phát âm thanh lớn, nên đã có tài liệu mô tả rằng “nó gây sấm sét và tạo ra những tiếng gầm mạnh mẽ bằng một cú chạm nhẹ” (Paneg. Manlio Theodoro, 320–22). Hơn một ngàn năm sau, tuy được cải tiến nhưng về cơ bản loại này vẫn giống như đại phong cầm cho đến thế kỷ XIV. Sang thế  kỷ XV, các bàn phím được xếp thứ tự theo quãng tám, đánh dấu bằng số tự nhiên.
- Đàn Clavơxanh (tức harpsichord) xuất hiện vào khoảng thế kỷ XVI hoặc có thể sớm hơn là nhạc cụ bàn phím phổ biến đương thời, nhưng âm thanh phát ra không phải là hơi thổi qua ống như đại phong cầm cổ đại, mà là do "móng gẩy" bật vào dây. Nghĩa là nó được chuyển đổi từ nhạc cụ hơi thành nhạc cụ dây. Bởi thế, thanh âm phát ra không còn là "sấm sét" nữa, mà nhỏ hơn, nhưng cũng tinh tế hơn. Đấy là thời của Mozart, Haydn và Beethoven thường sử dụng.
- Đến thế kỷ XVIII, các "móng gẩy" tuy vốn làm bằng lông vũ loại cứng và tốt, nhưng độ bền kém đã được thay bằng "búa" để khi gõ bàn phím thì búa đập xuống dây đàn phát ra âm thanh, nên thanh âm phát ra có thể nhỏ hoặc to hơn nhiều tuỳ ý người sử dụng, nên loại đàn này được mô tả là "gravicèmbalo con piano e forte" (hợp âm đàn hạc với âm thanh nhỏ nhẹ đến to mạnh), rồi tên này đã được rút gọn thành đàn piano-forte (có nghĩa là to nhỏ trong tiếng Ý) và thường gọi tắt là đàn piano mà Việt Nam ta đã dịch là dương cầm. Đó là sản phẩm của thế kỷ XIX, mà loại nhạc cụ này đã được Liszt, Chopin và Brahms sử dụng, tuy khác xa với dương cầm hiện đại.[1]
- Các nhạc cụ bàn phím được phát triển thêm nhiều loại vào đầu thế kỷ XX cho đến nay. Trong đó có loại đàn thay đổi cơ chế phát thanh âm kiểu cơ học thành điện học, như đàn Ondes Martenot xuất hiện đầu thế kỷ XX, rồi thành thanh âm điện tử.[6]